# Draper, Utah
Draper är en ort i Salt Lake County, och Utah County i Utah. Orten har fått sitt namn efter mormonbiskopen William Draper. Enligt 2020 års folkräkning hade Draper 51 017 invånare. Mormonkyrkans 129:e tempel invigdes i Draper 2009.

## Kända personer från Draper
- Douglas R. Stringfellow, politiker